# Целитель Адамс
«Целитель Адамс» (англ. Patch Adams) — американская биографическая комедийная драма 1998 года, четвёртый полнометражный фильм, снятый Томом Шедьяком, в главных ролях Робин Уильямс (в главной роли), Моника Поттер, Филип Сеймур Хоффман, Боб Гантон, Дэниел Лондон и Питер Койоти. Действие фильма происходит в конце 1960-х и начале 1970-х годов. Фильм основан на истории жизни врача Хантера «Патча» Адамса и книге Gesundheit: Good Health Is a Laughing Matter Адамса и Морин Миландер. Фильм получил в целом неблагоприятные отзывы критиков, в частности за сентиментальность и режиссуру. Он имел кассовый успех и собрал 202,3 миллиона долларов при бюджете в 50–90 миллионов долларов.

## Сюжет
В 1969 году Хантер «Патч» Адамс, после появления мыслей о самоубийстве, попадает в психиатрическую больницу. Там он обнаруживает, что использование юмора, а не психотерапии, ориентированной на врача, лучше помогает его товарищам по несчастью и даёт ему новую цель в жизни. Из-за этого он хочет стать врачом и быстро покидает учреждение. Два года спустя он поступает в Медицинский колледж Вирджинии как самый старший студент первого курса.
Адамс подвергает сомнению бездушный подход школы к оказанию медицинской помощи, в частности, почему студенты не работают с пациентами до третьего курса, а также методы декана школы Уолкотта, который сразу же испытывает неприязнь к Адамсу. Уолкотт считает, что врачи должны лечить пациентов его способом, а не дружить с ними. Из-за этого и таких инцидентов, как установка гигантской модели ноги из папье-маше в стременах во время акушерской конференции, его исключают из медицинской школы. Однако его восстанавливают, когда в школе становится очевидным, что его нетрадиционные методы часто улучшают физическое и психическое здоровье его пациентов. Адамс призывает студентов-медиков тесно сотрудничать с медсестрами, изучать навыки интервьюирования на ранних этапах и утверждает, что к смерти следует относиться с достоинством, а иногда даже с юмором.
Адамс начинает дружбу с однокурсницей Коринн Фишер и на третьем курсе медицинского обучения развивает свою идею медицинской клиники, построенной на его философии лечения пациентов с использованием юмора и сочувствия. С помощью Артура Мендельсона, богатого человека, который был пациентом, с которым Адамс познакомился в психиатрической больнице, он покупает 105 акров (42 гектара) в Западной Вирджинии, чтобы построить будущий институт Gesundheit!. Вместе с Фишер, студентом-медиком Трумэном Шиффом и несколькими старыми друзьями он перестраивает старый коттедж в клинику. Когда клиника открывается, они лечат пациентов без медицинской страховки и устраивают для них скетч-комедию.
Близкая дружба Адамса с Фишер вскоре превращается в роман. Когда она рассказывает ему, что в детстве её насиловали, он успокаивает её и заверяет, что она сможет преодолеть свою боль, помогая другим. Воодушевленная, Фишер хочет помочь пациенту с расстройством, Лоуренсу «Ларри» Сильверу. Однако Сильвер убивает Фишера из дробовика, а затем тут же убивает себя, совершая убийство-самоубийство. Адамс, охваченный чувством вины за смерть Фишера, начинает сомневаться в доброте человечества. Стоя на скале, он снова размышляет о самоубийстве и просит Бога объяснить. Он видит бабочку, и это напоминает ему, что Фишер всегда хотела, чтобы она была гусеницей, которая могла бы превратиться в бабочку и улететь. Бабочка садится на его медицинскую сумку и рубашку, прежде чем улететь. Воспрянув духом, он решает посвятить свою работу её памяти.
Уолкотт в конце концов обнаруживает, что Адамс незаконно управлял клиникой и занимался врачебной практикой без лицензии, и пытается снова выгнать его из-за этого, также жалуясь, что он заставил своих пациентов чувствовать себя некомфортно. Отчаявшись доказать неправоту Уолкотта, Адамс подает жалобу в государственный медицинский совет по совету своего бывшего соседа по комнате в медицинской школе, консерватора Митча Романа. Адамсу удается убедить совет, что он должен лечить как душу, так и тело. Совет, хотя все еще находит некоторые методы Адамса очень неортодоксальными, позволяет ему закончить учебу, и он получает овации от переполненного зала слушаний.
На выпускном Адамс получает степень доктора медицины и, кланяясь профессорам и аудитории, показывает себя голым под своей шапочкой и мантией.

## В ролях
- Робин Уильямс — Хантер «Патч» Адамс
- Боб Гантон
- Дэниэл Лондон
- Ирма П. Холл
- Моника Поттер — Коринн Фишер
- Филип Сеймур Хоффман — Митч Роман
- Харви Преснелл
- Джеймс Грин
- Ричард Кили
- Майкл Джетер — пациент псих-больницы
- Джозеф Соммер
- Харолд Гулд
- Питер Койоти
- Эллен Альбертини Дау — Эгги
- Барри Шабака Хенли — Эммет

Фильм лишь частично показывает реальную историю жизни Пэтча Адамса, добавляя художественных деталей и исключая многие реальные факты.

## Производство

### Разработка
Пол Аттанасио был привлечён в качестве сценариста для работы над фильмом перед съёмками.
Фильм снимался в трёх местах: Мэр-Айленд, Калифорния (недалеко от Сан-Франциско), Ашвилл, Северная Каролина, и Университет Северной Каролины в Чапел-Хилле. Закусочная была временно размещена в Пойнт-Ричмонд (район в Ричмонде, Калифорния) и служила университетской закусочной. Несколько сцен в классе были сняты в кампусе Калифорнийского университета в Беркли.
В фильме есть несколько основных отступлений от реальной истории Адамса. Во-первых, персонаж Коринн Фишер вымышленный, но он аналогичен реальному другу Адамса (мужчине), который был убит при схожих обстоятельствах. Еще одно отличие — 47-летний Робин Уильямс изображает Адамса, поступившего в медицинскую школу очень поздно, его пожилой возраст даже упоминается в диалоге. На самом деле Адамс сразу же поступил в медицинскую школу, и его образовательный прогресс был вполне нормальным для врача: он окончил среднюю школу в 18 лет, колледж в 22 года и медицинскую школу в 26 лет.

## Приём

### Кассовые сборы
Фильм вышел 25 декабря 1998 года в США и Канаде и собрал 25,2 млн долларов в 2712 кинотеатрах за первый уик-энд, заняв первое место в прокате. Он достиг третьего по величине показателя за первый уик-энд декабря после Титаника и Крика 2. Затем он установил рекорд по самым высоким сборам за первый уик-энд в Рождество, обойдя Майкла. Фильм удерживал этот рекорд до 2000 года, когда его побил Изгой. После первого уик-энда он был вторым в течение четырёх недель. Фильм собрал 135 млн долларов в США и Канаде и 67,3 млн долларов на других территориях, что в общей сложности составило 202,3 млн долларов по всему миру.

## Награды
- 1999 — Оскар
  - Номинирован в категориях:
    - Лучшая музыка (мюзикл или комедия)
      - Марк Шэймэн

- 1999 — Золотой глобус
  - Номинирован в категориях:
    - Лучший фильм (комедия/мюзикл)
    - Лучший актёр (комедия/мюзикл)
      - Робин Уильямс